# Boston Blow-Up!
Albums de Serge Chaloff
Blue Serge
(1956)
Boston Blow-Up! est un album de bebop, enregistré en 1955 par le saxophoniste baryton américain Serge Chaloff, avec le Serge Chaloff Sextet.

## Historique

### Contexte
Serge Chaloff, né en 1923, a été l'un des premiers saxophonistes barytons à maîtriser le bebop. Dans les années 1940 et 1950, il a été l'un des pionniers du son bebop au saxophone baryton tant dans son travail solo que comme l'un des saxophonistes de la section de saxophones Four Brothers (ou Second Herd) de l'orchestre de Woody Herman.
Il a également travaillé avec Boyd Raeburn, Georgie Auld, Jimmy Dorsey et Count Basie, et a enregistré des albums en tant que leader,.
L'émergence de Charlie Parker l'a influencé pendant cette période et, au moment où il jouait avec le combo de Georgie Auld, il appliquait déjà une ligne bop fluide au saxophone baryton.
Mais sa carrière a été grandement limitée par son addiction à l'héroïne, qui datait de son passage dans la section de saxophones Four Brothers de l'orchestre de Woody Herman car « le pourcentage de toxicomanes dans cet ensemble était élevé ».
Il fait son retour au milieu des années 1950 après des années d'abus de drogues.
Il a 32 ans lorsqu'il enregistre l'album Boston Blow-Up! en 1955, et c'est son avant-dernier album en tant que leader (le dernier étant Blue Serge), avant son décès des suites d'une tumeur de la colonne vertébrale (paralysie médullaire), le 16 juillet 1957,.

### Enregistrement et production
Le disque est produit par Stan Kenton.
Il est enregistré les 4 et 5 avril 1955 dans les Studios Capitol à New-York : les morceaux Mar-Dros, Body and Soul, Kip et Unisson sont enregistrés le 4 avril tandis que les autres morceaux sont enregistrés le 5 avril, en ce compris Boomareemaroja (non publié sur le LP original).

### Publication
Boston Blow-Up! sort en disque vinyle long playing (LP) en 1955 sur le label Capitol Records sous la référence T-6510, dans la série série Kenton Presents Jazz.
La pochette de l'album, aux dominantes rouges, représente Serge Chaloff en gros plan soufflant dans son saxophone baryton.
La notice originale du LP (original liner notes) est signée Will MacFarland.

### Rééditions
L'album est réédité à plusieurs reprises en disque vinyle LP à partir de 1981 par les labels Capitol Records et Affinity.
À partir de 1991, Boston Blow-Up! est publié en CD par les labels Capitol Records et Capitol Jazz.

## Accueil critique
Le site AllMusic attribue 3 étoiles à Boston Blow-Up!. Le critique musical Scott Yanow d'AllMusic souligne que « le barytoniste est très en forme sur ce set ».
Will MacFarland, auteur de la notice du LP original (original liner notes), estime que « Chaloff a fait preuve d'une rare force pour surmonter ses gros problèmes personnels et est maintenant à même de conquérir de nouveaux champs avec son saxophone. Cette deuxième bataille devrait se révéler beaucoup plus facile. Les fans fidèles du passé offrent un noyau solide pour un nouveau public ». Il conclut sa notice en prédisant :« En ces temps d'effervescence, les auditeurs de jazz sont très divisés sur les styles et les écoles, mais ce nouvel opus du baryton Chaloff en plein retour devraient montrer que Serge convient encore toujours à tous ».
Pour Leonard Feather et Ira Gitler, auteurs de The Biographical Encyclopedia of Jazz, l'album Boston Blow-Up! comprend une interprétation extraordinaire de Body and Soul.
Pour Chris May, du site All About Jazz, « Boston Blow-Up ! réalisé en 1955 dans le cadre de la série Kenton Presents du chef d'orchestre Stan Kenton, est l'un des meilleurs enregistrements de Chaloff. D'une certaine manière, il est même mieux que l'iconique Blue Serge, réalisé l'année suivante ». Il estime que « par contraste, Boston Blow-Up! place Chaloff plus près de ses racines big band ». Il souligne que « les mélomanes seront rassurés d'apprendre que l'esthétique wagnérienne de Kenton ne semble pas avoir déteint sur les musiciens ». « Le groupe, bien que basé à Boston et enregistré à New York, sonne comme une formation West Coast ».
Pour Chris May « deux des morceaux les plus mémorables sont des ballades : What's New et Body and Soul ». Selon lui « Body and Soul inclut ce qui est probablement le solo enregistré le plus émouvant de Chaloff, alternant des passages doux et des moments plus rudes ». Et May de conclure « Un album principalement heureux et ensoleillé ».
Pour Vladimir Simosko, auteur de Serge Chaloff: A Musical Biography and Discography, la texture des morceaux était plus proches des conceptions du cool jazz que de l'approche agressive du hard bop qui commençait à dominer. Il considère que « les deux ballades du disque étaient toutes deux des chefs-d'œuvre. What's New? et encore plus Body and Soul montraient une densité émotionnelle et une délicatesse de phrasé et d'exécution encore plus grandes que Easy Street un an plus tôt. Les deux mettaient Serge en vedette ».
Kenny Mathieson, auteur de Cookin': Hard Bop and Soul Jazz 1954-65, estime que « les deux monuments les plus durables de Chaloff sont ses deux disques Boston Blow-Up! et Blue Serge ».

## Liste des morceaux
Douze morceaux ont été enregistrés durant les sessions d'enregistrement mais Boomareemaroja (composé par Boots Mussulli) et Herbs (composé par Herb Pomeroy) n'ont pas été repris sur le LP original,. Ils figurent cependant sur des rééditions CD.
Voici donc les 10 morceaux publiés sur le LP original, dont 6 sont composés par Boots Mussulli, le saxophoniste alto du sextet, :  
| 1.    | Bob the Robin         | Boots Mussulli                                          | 2:37 |
| 2.    | Yesterday's Gardenias | Nelson Cogane / Sammy Mysels / Dick Robertson           | 4:41 |
| 3.    | Sergical              | Boots Mussulli                                          | 3:12 |
| 4.    | What's New?           | Johnny Burke / Bob Haggart                              | 3:39 |
| 5.    | Mar-Dros              | Boots Mussulli                                          | 3:22 |
| 6.    | Jr.                   | Boots Mussulli                                          | 4:20 |
| 7.    | Body and Soul         | Edward Heyman, Robert Sour, Frank Eyton et Johnny Green | 3:51 |
| 8.    | Kip                   | Boots Mussulli                                          | 3:21 |
| 9.    | Diane's Melody        | Jaki Byard                                              | 1:40 |
| 10.   | Unison                | Boots Mussulli                                          | 3:16 |
| 33:59 |                       |                                                         |      |

## Musiciens
- Serge Chaloff : saxophone baryton
- Boots Mussulli : saxophone alto
- Herb Pomeroy : trompette
- Ray Santisi : piano
- Everett Evans : contrebasse
- Jimmy Zitano : batterie